# Burg Wevelinghoven

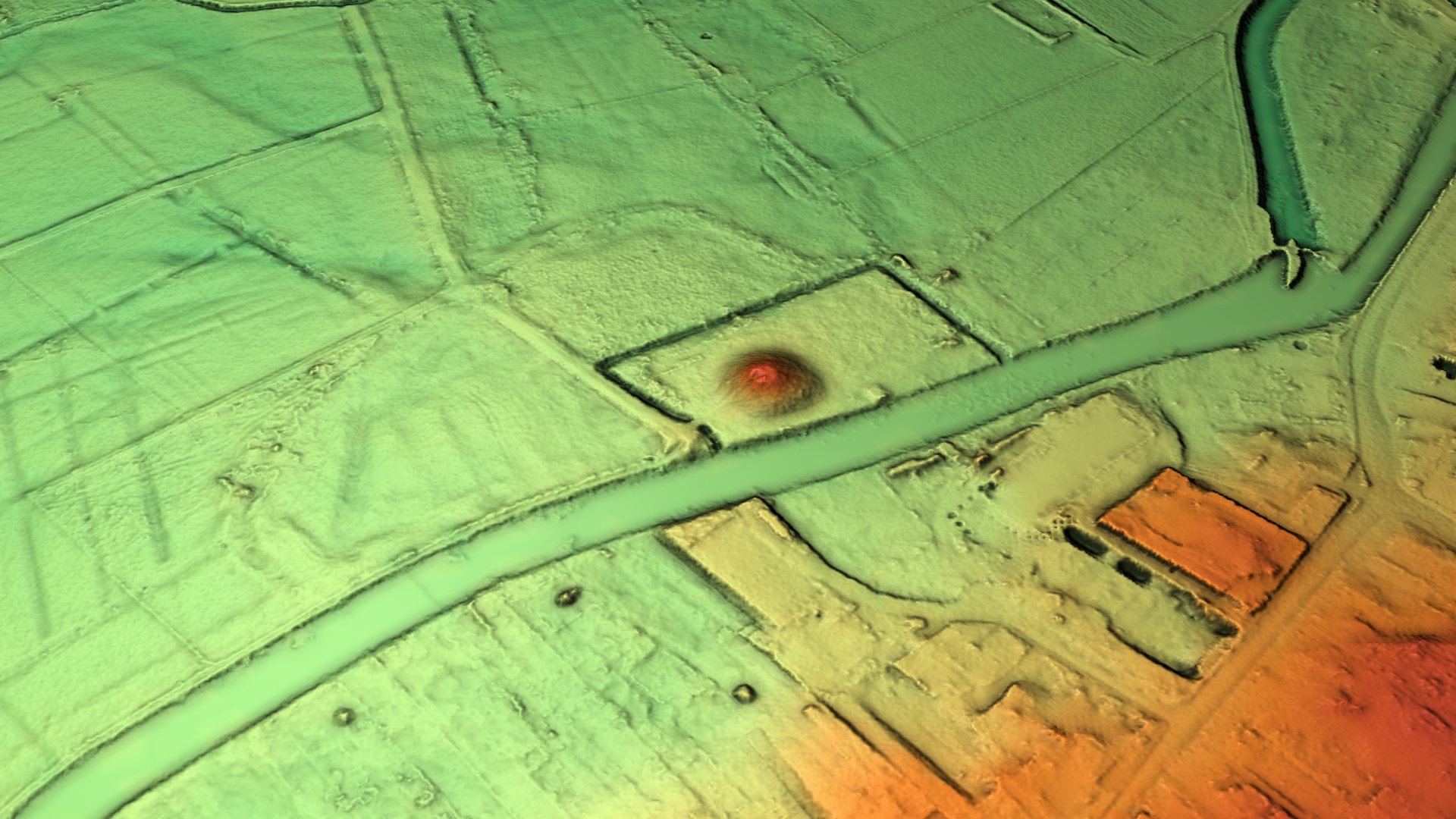
3D-Ansicht des digitalen Geländemodells

Die Burg Wevelinghoven, auch als Motte im Zubend bezeichnet, ist eine abgegangene Turmhügelburg (Motte) am Klosterweg auf dem linken Erftufer im Grevenbroicher Stadtteil Stadt Wevelinghoven im Rhein-Kreis Neuss in Nordrhein-Westfalen.
Die Burg war die Stammburg der Herren von Wevelinghoven und ist heute noch an einer Hügelanlage auf dem linken Erftufer zu erkennen, direkt gegenüber der ehemaligen mutmaßlichen Eigenkirche und dem auf den Grundmauern der im Dreißigjährigen Krieg zerstörten Vorburg errichteten Gutshof, der in späterer Zeit dem von den Wevelinghover Grundherren abstammenden Landadel der von Deutz verwaltet wurde. 
Um diesen 8 m hohen Hügel befindet sich eine jüngere Grabenvierung, die wie der kleine Fachwerkpavillon auf der Spitze des Hügels, einer klassizistischen Gartenanlage zuzuordnen ist. Anhand des umstehenden Baumbewuchses und leichten Vertiefungen im Gelände lässt sich ein ehemals den Hügel umfließender Arm der Erft erkennen. Vermutlich wurde das heutige Bett der Erft (das vorgenannten Arm trockenfallen ließ) in diesem Bereich von Menschenhand gegraben, um Stamm- und Vorburg voneinander zu trennen und durch eine Brücke den Zugang kontrollieren zu können. Heute ist die Burgstelle ein Bodendenkmal.

## Geschichte
Vermutlich wurde die Burg 1584 im Kölnischen Krieg zerstört und danach nicht wieder aufgebaut, worauf das Fehlen ihrer Darstellung bei der Schlacht bei Wevelinghoven am 14. Juni 1648 hinweist. Auf einer Karte von 1782 der Herrschaft Wevelinghoven sind die Überreste der Burg vermerkt, die Sitz der Herren von Wevelinghove war, welche erstmals 1075 und danach lückenlos von 1138 bis zum Aussterben der Familie (1450) bezeugt sind. Deren bedeutendster Vertreter war Florenz von Wevelinghoven, Bischof von Münster und Utrecht.